# Lee Won-jong
Lee Won-jong (* 12. Dezember 1966 in Buyeo-gun) ist ein südkoreanischer Film- und Fernsehschauspieler.

## Leben
Lee Won-jong wurde 1966 in Buyeo-gun geboren. Er besuchte die Kyonggi University und die Sungkyunkwan-Universität.
1998 hatte Won-jong in dem Film Tukabseu 3 seinen ersten Auftritt. 2001 stand er in der Fernsehserie Rustic Period erstmals für das Fernsehen vor der Kamera. 2003 bis 2004 erhielt er in der Fernsehserie Dalryeora Oleomma erstmals eine wiederkehrende Rolle.

## Filmografie
- 1998: Tukabseu 3 (Two Cops 3)
- 1999: Nowhere to Hide (인정사정 볼 것 없다)
- 1999: Attack the Gas Station! (주유소 습격 사건)
- 2000: Banchikwang (반칙왕)
- 2001: Rustic Period (Fernsehserie)
- 2001: Kick the Moon (신라의 달밤)
- 2001: Dalmaya nolja (Darmaya Nolja)
- 2002: Jaemitneun yeonghwa (Jaemissneun Yeonghwa)
- 2002: 4 balgarak (4발가락)
- 2002: Lightereul kyeora
- 2002: Namja taeunada
- 2002: Yuadogjon
- 2003: Hwaseongeuro gan sanai
- 2003: Bodigadeu (Miniserie)
- 2003: O! Beu-ra-deo-seu
- 2003: My Wife Is a Gangster 2 (Jopog manura 2: Dolaon jeonseol)
- 2003: Once Upon a Time in a Battlefield (황산벌)
- 2003–2004: Dalryeora Oleomma (Fernsehserie, 233 Folgen)
- 2004: Dalmaya, Seoul gaja (달마야 서울 가자)
- 2004: Yeoseonsaeng vs yeojeja
- 2004–2005: Emperor of the Sea (Fernsehserie, 51 Folgen)
- 2005: Hanoi Bride (Ha-no-i Sin-bu, Miniserie, 2 Folgen)
- 2006: Guseju
- 2006: Dasepo Naughty Girls (Dasepo Sonyeu)
- 2006: 200 Pounds Beauty (미녀는 괴로워)
- 2007: Heobeu (허브)
- 2007: Jjeon-eui Jeon-jaeng (Miniserie, 16 Folgen)
- 2008: Dae Wang Sejong (Fernsehserie)
- 2008: Nalnari jongbujeon
- 2008: Gourmet (Shik-gaek, Fernsehserie)
- 2008: Iljimae (Il Ji-Mae: The Phantom Thief, Fernsehserie, 20 Folgen)
- 2008: 1724 gibangnandongsageon (The Accidental Gangster and the Mistaken Courtesan)
- 2009: Marine Boy
- 2009: Ja Myung Go (Fernsehserie)
- 2009: Partner (The Partner, Fernsehserie, Folge 1x01)
- 2009: Haneulgwa bada
- 2009: The Weird Missing Case of Mr. J (Jeong Seung Pil Siljong Sageon)
- 2009: Hot Blood (Fernsehserie)
- 2010: The Slave Hunters (Chuno, Miniserie, 3 Folgen)
- 2010: Kim Soo Ro (Kim Su-ro, Fernsehserie, 32 Folgen)
- 2010: Sungkyunkwan Scandal (성균관 스캔들, Fernsehserie, Folge 1x08)
- 2010: Petty Romance (쩨쩨한 로맨스)
- 2010–2015: Deurama seupesyeol (KBS 드라마 스페셜, Fernsehserie, 3 Folgen)
- 2011: Krieg der Königreiche – Battlefield Heroes (Battlefield Heroes)
- 2011: Warrior Baek Dong-soo (Fernsehserie, 28 Folgen)
- 2011: Pink
- 2011–2012: Vampire Prosecutor (Fernsehserie, 23 Folgen)
- 2012: Wild Romance (Fernsehserie, 7 Folgen)
- 2012: Jeogdoui Namja (The Man from the Equator, Fernsehserie, 20 Folgen)
- 2012: Dr. Jin (Fernsehserie, Folge 1x01)
- 2012: Misseu Go
- 2013: How to Use Guys with Secret Tips (Nam-ja sa-yong-seol-myeong-seo)
- 2013: The Fugitive of Joseon (Fernsehserie, 20 Folgen)
- 2013: Empress Ki (기황후, Fernsehserie, Folge 1x01)
- 2014: Bimilui Moon (Fernsehserie)
- 2015: Das Mädchen, das Gerüche sieht (The Girl Who Can See Smells, Fernsehserie, 16 Folgen)
- 2015: Bogmyeongeomsa (Fernsehserie, 16 Folgen)
- 2015: Shinbuneul Sumgyeora (Hidden Identity, Fernsehserie, 16 Folgen)
- 2015: Cheo-Yong (Fernsehserie, Folge 2x01)
- 2015–2016: Remember (Rimembeo: Adeul-ui Jeonjaeng, Fernsehserie, 8 Folgen)
- 2016: Beibishiteo (Miniserie, 4 Folgen)
- 2016: Gut-ba-i Mi-seu-teo Beul-lak (Goodbye Mr. Black, Fernsehserie, 20 Folgen)
- 2016: Uncontrollably Fond (Hamburo Aeteuthage, Fernsehserie, Folge 1x02)
- 2016: Operation Chromite (인천상륙작전)
- 2017: Maenmomui Sobanggwan (Miniserie)
- 2017: Choi-kang Bae-dal-ggun (Strongest Deliveryman, Fernsehserie, 16 Folgen)
- 2017: Age of Blood – Blutige Zeiten (역모: 반란의 시대)
- 2017: Missing 2
- 2018: Radio Romance (라디오 로맨스, Fernsehserie)
- 2018: Busted! (Fernsehserie, Folge 1x05)
- 2018: Miss Hammurabi (미스 함무라비, Fernsehserie, 16 Folgen)
- 2018: The Guest (Son: The Guest, Fernsehserie, 16 Folgen)
- 2019: Jajeon chawang: Eom Bogdong (자전차왕 엄복동)
- 2019: Possessed (빙의, Fernsehserie)
- 2019: Geugye Doel Nom (A Diamond in the Rough)
- 2019: Teukbyeolgeunrogamdokgwan Jo Jang-pung (Special Labour Inspector: Mr. Jo, Fernsehserie, 32 Folgen)
- 2019: Widaehan Show (The Great Show, Fernsehserie, 16 Folgen)
- 2020–2021: Narara Gaecheonyong (Delayed Justice, Fernsehserie, 20 Folgen)
- 2021: Luca (L.U.C.A: The Beginning, Fernsehserie, Folge 1x01)
- 2021: Asurado
- 2022: Good Deal
- 2022: Haus des Geldes: Korea (종이의 집: 공동경제구역, Fernsehserie, 11 Folgen)
- 2023: The Goryeo-Khitan War (Fernsehserie)

## Auszeichnungen
- 2002 SBS Drama Awards: Best Supporting Actor (Rustic Period)
- 2006 KBS Drama Awards: Best Actor in a One Act Drama/Special (Bad Story)
- 2007 SBS Drama Awards: Best Supporting Actor in a Miniseries (War of Money)
- 2008 KBS Drama Awards: Excellence Award, Actor in a Weekly Drama (King Sejong the Great)